# 黄永生 (1918年)
黄永生（1918年9月—1997年10月），原名刘永生，男，江西瑞金人，中华人民共和国军事人物，八路军将领。

## 生平
1932年2月，参加中国工农红军瑞金县独立团四连。1933年7月，加入中央总部补充团。10月，在红一方面军一军团二师六团任战士、通讯员。1935年11月，在红一军团保卫局保卫排任排长。1936年5月，在红军大学三科和中央机要局学习，同年6月加入中国共产党。1937年2月，任中央团校一中队副队长。1937年5月在115师随营学校学习。1938年1月，任晋察冀军区四分区政治部干事。1938年4月，任晋察冀军区八大队政治处总支书记。1939年6月，在晋察冀军区第五团组织股任股长。1940年1月，任晋察冀军区第五团政治处主任。1940年11月，任晋察冀军区第四分区政治部组织科科长。1942年5月，在中共中央北方分区党校学习。1943年3月，任晋察冀军区第十七团政委。1944年3月，在延安中共中央党校学习。1945年4月，作为晋察冀边区党代表出席了在延安召开的中国共产党第七次代表大会。
1945年12月，任中共西丰县工委书记兼辽北军区三旅九团政委。1946年3月，任中共西丰县委书记兼县大队政委。1946年8月，任中共西丰县委副书记。1946年9月，任辽宁省军区政治部干部科科长。1943年4月，任辽宁省军区第三军分区三团政委。1943年11月，任163师489团政委（团长为江涛、谭庆荣），随部参加辽沈战役。1951年5月，任163师干部部副部长。随部参加朝鲜战争。1952年9月，任东北军区炮司军械部干部处处长。荣获中华人民共和国八一勋章、独立自由勋章、解放勋章。1951年4月，任国营五四七厂军代表。1956年7月，任国营四九七厂军代表。1960年6月，任总军械部驻重庆区域代表室副代表。1961年8月，转业到山西长治县工作，任五机部所属304厂厂长。1965年4月，任国营三七五厂（庆阳化工厂）副厂长。
1982年7月，离职体养。1997年10月逝世，享年79岁。